# ويستوفر هيلز (تكساس)
ويستوفر هيلز (بالإنجليزية: Westover Hills)‏ هي مدينة أمريكية تقع في ولاية تكساس.تبلغ مساحة هذه المدينة 1.8 (كم²)،ويبلغ عدد سكانها 682 نسمة حسب إحصاء سنة 2010 م.